# Shino Fukutaro
Fukutaro Shino (sinh ngày 28 tháng 7 năm 1982) là một cầu thủ bóng đá người Nhật Bản.

## Sự nghiệp câu lạc bộ
Fukutaro Shino đã từng chơi cho Mito HollyHock.